# 나이애드의 다섯 번째 파도
《나이애드의 다섯 번째 파도》(영어: Nyad)는 2023년 개봉한 미국의 스포츠, 전기 드라마 영화이다. 수영 선수 다이애나 나이애드의 삶을 다룬 작품이다. 엘리자베스 차이 바서렐리와 지미 친이 감독을 맡았으며, 배우 아네트 베닝이 주인공 나이애드 역을 맡았다.

## 줄거리
60세의 다이애나 나이드는 30년 전 실패했던 쿠바에서 플로리다까지의 110마일 논스톱 수영에 다시 도전하기로 결심한다. 그녀는 절친이자 전 파트너인 보니 스톨을 트레이너로 임명하고, 나이 때문에 회의적인 시선에도 불구하고 훈련을 위해 키웨스트로 이사한다. 또한 항해사인 존 바틀렛을 고용하여 수영을 돕도록 한다. 상어 퇴치 장비를 사용하기로 결정하고 2011년 8월 첫 번째 시도에 나선다. 하지만 진통제 알레르기 반응과 좋지 않은 해류로 인해 일찍 포기하게 된다. 한 달 뒤 두 번째 시도에서는 상자해파리에 쏘이고, 구조 과정에서 의료진까지 해파리에 쏘이는 사고를 겪는다.
병원에서 회복하는 동안 보니는 위험성을 경고하지만, 다이애나는 다시 시도하려 한다. 해파리 전문가의 도움으로 특수 보호복을 마련하고 다시 훈련에 매진하는 가운데, 어린 시절 수영 코치에게 성적 학대를 받았던 과거가 회상된다. 2012년 8월, 악천후 경고에도 불구하고 또다시 시도하지만, 폭풍우로 배에 물이 차오르자 보니는 수영을 중단시킨다. 다이애나는 포기하지 않으려 하지만 보니와의 갈등이 심화되고, 보니는 다이애나의 자기중심적인 태도에 실망하여 트레이너를 그만둔다.
시간이 흘러 다이애나는 존에게 사과하고, 존은 건강 문제로 다음 도전을 함께할 수 없음을 밝힌다. 다이애나는 보니와 화해하고, 보니는 과거의 트라우마를 극복하고 다시 다이애나의 트레이너가 되기로 한다. 존 또한 마지막 기회를 잡고자 항해사로 복귀한다. 2013년 8월 31일 다섯 번째 시도에서 다이애나는 유리한 해류를 만나지만, 상어가 나타나고 상어 퇴치 장비가 제대로 작동하지 않는 위기를 겪는다. 수시간 후, 다이애나는 환각을 보지만, 보니의 격려에 힘입어 마지막까지 힘을 낸다. 마침내 키웨스트 해안선이 보이자 다이애나의 팀은 환호한다.
9월 2일, 다이애나는 마침내 해변에 도착하고 많은 사람들이 환영한다. 그녀는 "절대 포기하지 마세요. 꿈을 쫓기에 너무 늦은 나이는 없습니다. 그리고 이것은 외로운 스포츠처럼 보일 수 있지만, 팀워크가 필요합니다." 라는 소감을 남긴다.

## 출연진
- 아네트 베닝 - 다이애나 나이애드 역
- 조디 포스터 - 보니 스톨 역
- 리스 이반스 - 존 바틀렛 역